# Bunulrejo
Bunulrejo is een bestuurslaag in het regentschap Malang van de provincie Oost-Java, Indonesië. Bunulrejo telt 25.018 inwoners (volkstelling 2010).